# 大貫彩香
大貫 彩香（おおぬき さやか、1992年（平成4年）10月1日 - ）は、日本の女性グラビアアイドル、舞台女優。元会社員。
神奈川県出身。フィットに所属していた。2021年3月から9月まではタレント業の傍ら会社員として株式会社METRAに籍を置いていた。夫は俳優の石見海人。

## 経歴
高等学校3年生の夏休みの時、原宿でスカウトを受けたのを機に芸能活動を開始。
2011年に、「ミスヤングチャンピオン2011」決勝戦に出場。その後事務所移籍に伴い一時活動休止し、2013年3月に再開。
2015年5月に『週刊ヤングジャンプ』（集英社）主催の「ゲンセキ10」にノミネートされた。
2016年、HEIWAイメージキャラクター「マイホリ」に就任。
2017年5月29日、旬なグラビアアイドルを紹介するサンケイスポーツのネット連載「365日グラドル日記」の第1回に取り上げられた。
2017年10月7日発売された『週刊プレイボーイ』（2017年10月23日号、集英社）の番付企画「適乳番付」にて東の横綱に選出された。
2018年11月、『サンケイスポーツ』主催「サンスポGoGoクイーンオーディション」でグランプリを受賞。
2021年3月9日、同年3月1日より自転車事業やe-sports BIKEの普及企画運営をしている「株式会社METRA」の正社員として就職したことを自身のTwitter・Instagramで報告した。今後、会社では広報、ANGELプロジェクト、企画、営業を担当しながら「会社員タレント」としてタレント活動は継続していたが、同年10月15日、同年9月末を持って「株式会社METRA」との雇用契約が解除となったことを自身のTwitterで報告した。
2022年1月29日、株式会社フィットとの所属契約を同年1月15日をもって終了し、同社から円満退社したことを自身のTwitter・Instagramで報告した。
2023年11月3日、初のメジャー写真集を発売。
2023年12月22日、通算22枚目にして最後のイメージDVD『SO THX!』（エスデジタル）を発売した。
2023年12月29日、サンケイスポーツのネット連載「WEEKDAYはグラドル日記」の最終回に取り上げられた。これは、2017年5月の第1回以来だった。
2024年4月21日、東京・秋葉原にて最後のイメージDVD『SO THX!』発売記念イベントにて、イメージDVDから卒業するがグラビア活動は継続すると伴に女優業にも意欲を見せた。
2024年10月1日、俳優の石見海人と結婚したことを自身のInstagramにて報告した。

## 人物
- 趣味はドラマを観ることで[2]。
- 特技はモノ作り[4]、バドミントン[2]。
- 東京工芸大学芸術学部卒業[4]。

## 作品

### DVD
- ピュア・スマイル（2012年1月27日、竹書房）[4]
- さっちょと一緒（2013年5月20日、ラインコミュニケーションズ）[24]
- OVER もしもさっちょが〇〇だったら〜♪（2013年8月31日、セルフラッシュ）[25]
- Sunshine Romance（2013年11月20日、ラインコミュニケーションズ）[26]
- ドキドキ!さっちょ（2014年2月27日、晋遊舎）[27]
- 乙女の恋心（2014年11月21日、M.B.Dメディアブランド）[28]
- 清廉彼女（2015年2月19日、ギルド）[4]
- みすど mis*dol sweet summer days（2015年7月17日、M.B.Dメディアブランド）[29]
- 恋愛風景（2016年1月29日、スパイスビジュアル）[30]
- オオヌキサヤカ!!（2016年7月29日、エスデジタル）
- イロドリカオル（2017年1月27日、エスデジタル）
- さやかごころ（2017年5月24日、イーネット・フロンティア）
- さや恋（2017年8月20日、ラインコミュニケーションズ）
- 夢恋（2017年11月24日、M.B.D. メディアブランド）
- 巡ル想イ（2018年2月28日、エスデジタル）
- ゆるふわ（2018年5月25日、スパイスビジュアル）
- OPAL（2018年11月30日、エスデジタル）
- 彩香先生とボク（2019年3月22日、M.B.Dメディアブランド）
- 夏の思い出（2019年9月20日、イーネット・フロンティア）
- 彩香先生とボクVol.2 〜素敵な時間〜（2019年12月20日、M.B.Dメディアブランド）
- 彩color（2020年3月27日、エスデジタル）[31]
- SO THX!（2023年12月22日、エスデジタル）[19]

## 出演

### テレビ
- 全力坂（2014年3月、テレビ朝日)
- 全力水（2014年8月、テレビ朝日）
- ランク王国（2014年9月、TBS)
- 乙女の天然水 #48・#50（2014年9月、BS11)
- ツボ娘（2015年3月、TBS)
- DO MALL TV(2015年4月 - 、静岡朝日テレビ）
- じっくり聞いタロウ (2016年8月 - 、テレビ東京）
- 秘湯ロマン（2017年4月2日、テレビ朝日）
- 麻雀最極決定戦!サバイバルバトル極雀 season10（2017年4月2日、フジテレビONE）
- 今夜はナゾトレ（2017年10月31日 - 、フジテレビ）
- どとみぃ ♪ (2017年12月6日 - 、TOKYO MX)
- グラビアガールズチャンピオンズボウリング2018(2018年11月27日 - 、フジテレビONE)
- 実録！野性の爆走王国 (2019年2月16日、フジテレビONE)
- オールナイトe! (フジテレビONE)

### ウェブテレビ
- グラドルデリバリー箱（2016年配信開始、 360Channel）[32]
- フィットワングラドル部（2017年12月25日、 ニコニコ公開生放送）
- あしたのSHOW（2020年11月10日‐、あしたのSHOWPowered by HIGHBEAM8）不定期アシスタント[33]

### ラジオ
- パックンたまご（2011年5月 - 2011年11月、MBS）
- JEWELS（2018年10月 - 、FMヨコハマ）
- グラチア Radio Station（2018年11月 - 、渋谷クロスFM）

### 舞台
- アリスインプロジェクト「時空警察ヴェッカー1983[34]」空組（2013年8月14日 - 18日、笹塚ファクトリー） - 楠本美雪 役
- アリスインプロジェクト「RIN-RIN-RIN〜ヒーローはいつも君のそばにいる〜[35]」星組（2014年2月26日 - 3月2日、池袋・シアターKASSAI） - 並木紗和 役
- アリスインプロジェクト「おうちに帰るまでが遠足です[36]」月組（2014年7月13日 - 17日、池袋・シアターKASSAI） - ミスティ 役
- 愛。ちょい プロデュース「ヴェニスのSHOW IN ショーニン[37]」（2014年9月23日 - 28日、下北沢・Geki地下Liberty） - 後藤慶 役
- ペイフォワードプロジェクト「ヨミガエラセ屋[30][38]」（2016年3月30日 - 4月3日、新宿村LIVE） - 志島えり 役
- “創造集団”生活向上委員会「RYOMA〜アメリカ第51番州ニッポン〜」（2016年7月6日 - 10日、銀座・博品館劇場） - マイカ 役
- 劇団ドリームプリンセス「13月の女の子」（2017年1月25日 - 2月5日、新宿村LIVE） - 辰巳涼子 役
- 劇団空感演人「SAKURA」A班（2017年3月8日 - 13日、両国・Air studio） - 春 役
- しまぁ〜ん共和国「HOTEL死界覚」（2017年3月29日 - 4月2日、新宿村LIVE） - ナナ 役
- 劇団空感演人「オサエロ」A班（2017年8月9日 - 14日、両国・Air studio） - 沢口夏子 役

### イベント
- 九十九里トライアスロン[39]（2016年9月24日） - チームCHINTAI グラチアメンバー（全担当：佐山彩香、スイム担当：青山ひかる、ラン担当：大貫彩香、バイク担当：星島沙也加）[40][41]
- グラビアネクスト2021（2021年10月30日）- 豊田ルナ、中崎絵梨奈、新海まきと共演[42]

### ラウンドガール
| 年     | 大会名 | ユニット名  | 他メンバー                                                     |
| ------ | ------ | ----------- | -------------------------------------------------------------- |
| 2022年 | RISE   | R-1SE Force | 桜りん、高橋凛、宮原華音、広瀬晏夕、ペピ                       |
| 2023年 | RISE   | R-1SE Force | 桜りん、高橋凛、宮原華音、霧島聖子、七瀬なな、ぽぽちゃん、セラ |

## 書籍

### 雑誌
- 週刊ヤングジャンプ（2015年11号 - ウェブ掲載、集英社） - ゲンセキ10!![2]
- MAMOR（2019年9月号、扶桑社）

### 写真集
- One Day（2023年11月3日、LIKTEN、撮影：桑島智輝）

### オムニバス写真集
- 原寸大おっぱい図鑑（2017年8月2日、写真:須崎祐次、一迅社）[43] - Dカップ代表